# Drahotín
Drahotín (deutsch Trohatin) ist eine westböhmische Gemeinde im Okres Domažlice in Tschechien.

## Geografie
Drahotín liegt vier Kilometer nordwestlich von Poběžovice am Fuß des Oberpfälzer Waldes zwischen dem 521 Meter hohen Bílovický vrch im Norden und dem 532 Meter hohen Skalky im Süden.
Zwischen Hostouň und Drahotín kommt Serpentin vor begleitet von Strahlstein und Grünschiefer, durchsetzt von Asbestschnüren und Chromeisenkörnern.
Durch Drahotín fließt der Slatinný potok (deutsch: Schlattiner Bach), dessen Quellgebiet sich etwa zwei Kilometer weiter westwärts an den Osthängen des Oberpfälzer Waldes befindet, und der ungefähr sechs Kilometer weiter nordwestlich bei Štítary in die Radbuza mündet.

## Nachbargemeinden
Die Nachbargemeinden (im Uhrzeigersinn) sind: Mutěnín, Hostouň, Poběžovice, Hvožďany u Poběžovic und Hora Svatého Václava.
| Hora Svatého Václava 2 km | Mutěnín 3 km                                | Hostouň 6 km    |
| Hora Svatého Václava 2 km | Kompassrose, die auf Nachbargemeinden zeigt | Poběžovice 4 km |
| Hora Svatého Václava 2 km | Hvožďany u Poběžovic 4 km                   | Poběžovice 4 km |

## Geschichte
Der Name Drahotín gehört zu den Besitzer- und Sippennamen, die in der slawischen Namengebung im Vergleich zur deutschen die Naturnamen bei weitem überwiegen. Drahotín ist vom Personennamen Drahota abgeleitet und die Endung -ín hat die Bedeutung Dorf des … Also bedeutet Drahotín Dorf des Drahota. Die deutsche Bezeichnung Trohatin ist dem tschechischen Drahotín lautmalerisch mit kleinen Variationen angeglichen.
Wahrscheinlich bildete Drahotín zusammen mit Hora Svatého Václava, Načetín und Hvožďany u Poběžovic schon vor dem 13. Jahrhundert ein eigenes Gut, das dann in den Besitz der Burg Starý Herštejn gelangte und 1539 zur Herrschaft der Lobkowicz kam. Je nach Quelle wird die erste schriftliche Erwähnung von Drahotín mit dem Jahr 1268 (nach Johann Gröbner) oder dem Jahr 1635 (nach Ernst Richter) angegeben.
1587 wird Drahotín im Urbar der Lobkowitzer mit 31 Höfen aufgeführt.
1656 verzeichnete Drahotín 12 Bauern, 14 Chalupner, 11 Gärtner, 64 Gespanne, 77 Kühe, 82 Stück Jungvieh, 103 Schafe und 141 Schweine.
1789 hatte Drahotín 51 Häuser, 1839 60 Häuser, 481 Einwohner und zwei Wirtshäuser, 1913 75 Häuser, 492 Einwohner, 30 Bauern, 4 Chalupner, 24 Kleinlandwirte, 3 Gasthäuser, 2 Flaschenbierhandlungen, 3 Kaufläden, einen Schmied, ein Gemeinde-Armenhaus, 2 Schreinereien, eine Wagnerei, einen Müller, einen Fassbinder, 2 Schuhmacher, einen Heger, einen Friseur und eine Trafik. Haupterwerb bildete die Landwirtschaft mit Pferde- und Rinderzucht. Es wurde Kalk und Serpentin abgebaut. Seit 1906 hatte Drahotín eine Schule mit 110 Kindern, die Expositur zu Hora Svatého Václava war. Drahotín gehörte zur Pfarrei Hora Svatého Václava.
Nach dem Münchner Abkommen wurde Drahotín dem Deutschen Reich zugeschlagen und gehörte bis 1945 zum Landkreis Bischofteinitz.
Im Jahr 2013 gab es in Drahotín 199 Einwohner, ein Wirtshaus, ein Geschäft, ein Kulturhaus, einen Kinderspielplatz, einen Volleyballplatz, eine öffentliche Bücherei, ein Gesundheitszentrum mit Möglichkeiten zum Reiten, Radfahren und Spazierengehen und einen Sportverein.